# Daniel Brennan, Baron Brennan

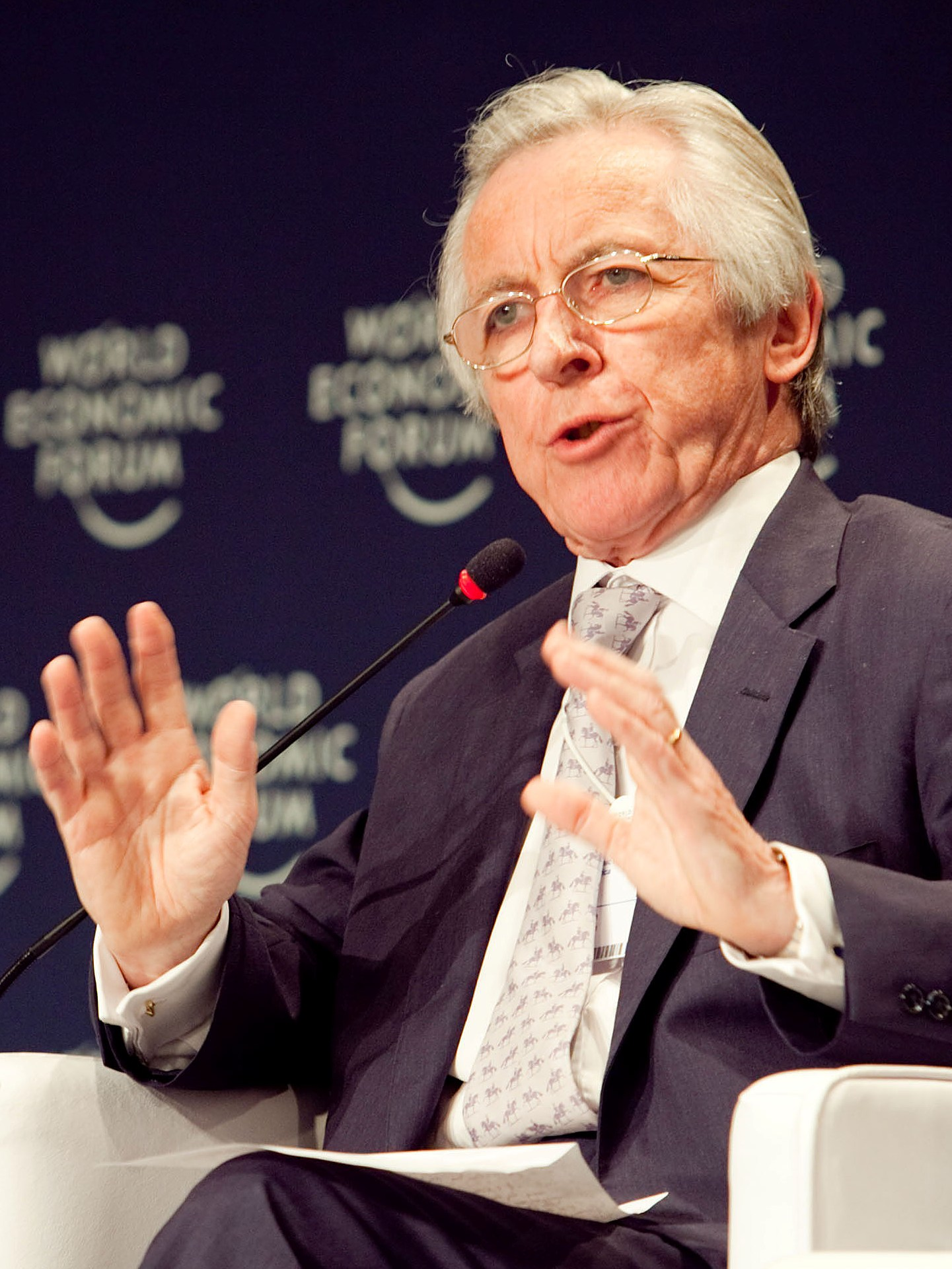
Daniel Brennan, Baron Brennan, 2009

Daniel Joseph Brennan, Baron Brennan KCSG, QC (* 19. März 1942) ist ein britischer Politiker (Labour Party), Life Peer und Barrister.

## Leben und Karriere
Daniel Brennan besuchte die St. Bede's Grammar School in Bradford und schloss mit einem Bachelor of Law sein Studium an der Manchester University ab, die ihn 2000 mit einem Ehrendoktortitel auszeichnete. 1967 wurde er am Gray’s Inn als Barrister zugelassen. 1985 wurde er Kronanwalt. Brennan ist seit 1982 Richter am Obersten Gericht (Deputy High Court Judge), dem High Court, und nebenberuflicher Richter (Recorder) beim Crown Court. Er war von 1989 bis 1997 Mitglied des Criminal Injuries Compensation Board und von 1995 bis 1997 Vorsitzender der Personal Injuries Bar Association. Er ist auch Mitglied der Rechtsanwaltskammern der Republik Irland (seit 1990) und Nordirland (seit 2001). 1993 war er Vorsitzender Richter (Bencher) am Gray’s Inn. 1999 war er Vorsitzender des General Council of the Bar. 1998 war er bereits dessen Vizepräsident.
Im Jahr 2000 wurde er von britischen Rechtsanwälten und Lesern des The Lawyer Magazine zum „Barrister des Jahres“ (Barrister of the Year) gewählt. Als Mitglied der im Mai 2000 gegründeten Rechtsanwaltskanzlei Matrix Chambers ist er auf Arzthaftungsrecht, Handelsrecht, Internationales Handels- und Wirtschaftsrecht, Internationales Privatrecht, Völkerrecht und internationale Schiedsgerichtsverfahren spezialisiert.
Besondere Schwerpunkte seiner Tätigkeit als Prozessanwalt waren die Themen Umweltrecht,  Produkthaftung und Medizinhaftungsrecht, insbesondere in Verfahren mit Sammelklagen, wie beispielsweise die Versicherungsklagen bei dem schweren Zugunglück von Paddington 1999 (Ladbroke Grove Rail Crash), die Sammelklage um die Östrogen und Progestagen enthaltende Antibabypille (Combined oral contraceptive pill) und, in der Vergangenheit, die Klage von Anwohnern im Rahmen des Baus des Bürogebäudekomplexes Canary Wharf, die Klagen mit AIDS infizierter Hämophilie-Kranker gegen die britische Regierung und die Vertretung der Opfer im Prozess um den Untergang der Herald of Free Enterprise.
Brennan ist Mitglied des Beirates des Think-Tank Global Financial Integrity mit Sitz in Washington. Er war auch unabhängiger Berater des Innenministers und des Verteidigungsministers für Entschädigung bei Justizirrtümern und Fehlurteilen.
Er ist Präsident der Catholic Union of Great Britain, einer Lobbyorganisation katholischer Laien in Großbritannien. Er ist Mitglied im Stiftungsrat der Päpstlichen Stiftung Centesimus Annus Pro Pontifice (CAPP).
1968 heiratete er Pilar Sanchez Moya, die aus Spanien stammt. Mit ihr hat er vier Söhne.

## Mitgliedschaft im House of Lords
Am 2. Mai 2000 wurde er zum Life Peer als Baron Brennan, of Bibury in the County of Gloucestershire, erhoben.
Er gehörte mehreren parteiübergreifenden Gruppen (All-party groups) an. Seit 2004 ist er Vorsitzender der Spain Group und seit 2005 Vorsitzender der Bar/Legal and Constitutional Affairs Group. Seit 2008 ist er stellvertretender Vorsitzender (Vice-chair) der Mexico Group.
2005 sprach Brennan im Fall eines sogenannten „Designer-Babys“ beim Appellationsverfahren im House of Lords. Brennan sagte, die Lordrichter (Law Lords) müssten entscheiden, ob die nationale Aufsichtsbehörde, die Human Fertilisation and Embryology Authority, ihre Befugnisse überschritten habe, als sie die Erlaubnis zu einer Gewebetypisierung zur Bestimmung der Kompatibilität erteilte.
Am 19. November 2007 kollabierte Brennan im House of Lords kurz nach Beenden einer Rede über den Gesetzesentwurf zur Künstlichen Befruchtung und Embryologie (Human Fertilisation and Embryology Bill). In dieser Rede hatte er zur Einberufung einer nationalen Bioethik-Kommission aufgerufen.  Er erhielt, unter anderen von Gesundheitsminister Ara Darzi, Baron Darzi of Denham, eine Herzmassage. Anschließend erholte er sich einige Zeit im St Thomas’ Hospital in London. Brennan bekam am 3. Dezember 2007 erneut gesundheitliche Probleme, während er im Oberhaus anwesend war. Im St Thomas’ Hospital erhielt er einen Herzschrittmacher und bedankte sich später bei Peers und Mitarbeitern, die ihm geholfen hatten.

## Weitere Ämter und Ehrungen
Brennan ist Mitglied (Councillor) der International Bar Association (IBA). Er wurde 1999 mit einem Ehrendoktortitel der Rechtswissenschaften (Hon LLD) der Nottingham Trent University und 2007 mit dem gleichen Titel der University of Bradford. Seit 2000 ist er Fellow der Royal Society of Arts (FRSA). 2006 wurde er zum Vertreter Großbritanniens und Irlands beim Konstantinorden als Nachfolger von Anthony J. Bailey ernannt.

## Veröffentlichungen
- Bullen & Leak Precedents of Pleading. 15. Auflage, 2 Bände, Sweet & Maxwell, 2007, ISBN 978-0-421-93840-3.